# Hormius tsugae
Hormius tsugae är en stekelart som beskrevs av Mason 1968. Hormius tsugae ingår i släktet Hormius och familjen bracksteklar. Inga underarter finns listade i Catalogue of Life.